# Гюйо, Клод Этьен
Клод Этьен Гюйо (5 сентября 1769, Юра — 28 ноября 1837, Париж) — французский военачальник, дивизионный генерал, известный своей службой в Гвардейской кавалерии.

## Биография
Начал службу рядовым кавалеристом в 1790 году. В ходе войн Первой и Второй коалиций, служил во многих армиях революционной Франции. В 1802 году в чине капитана переведён в конные егеря Консульской (впоследствии — Императорской) гвардии.
Вся дальнейшая карьера Гюйо была связана с двумя элитными полками гвардейской кавалерии — конными егерями и конными гренадерами. Гюйо участвовал во всех основных войнах Империи, в 1807 году, за отличную атаку при Эйлау получил чин гвардейского полковника, в 1809 году возведен в бригадные генералы, в 1810 году пожалован в камергеры императора, что было знаком личного расположения.
Уже будучи дивизионным генералом, Гюйо был вторым полковником конных егерей в Русском походе. При этом, дивизионный генерал Гюйо непосредственно командовал полком, в то время как первый полковник, дивизионный генерал Лефевр-Денуэтт, формально командовал бригадой, куда, помимо полка конных егерей, входила только рота мамлюков. В 1812 году Наполеон очень берёг гвардейскую кавалерию, но она всё равно сильно пострадала, от голода, холода и падежа лошадей.
Сражаясь в 1813 году в Саксонии, Гюйо попал в плен в сражении под Кульмом, но вскоре был обменян. После Лейпцига, возглавил полк конных гренадер, вместо погибшего генерала Вальтера. Людовик XVIII сделал популярного генерала командиром элитного полка Королевских кирасир Франции, но, после возвращения Наполеона, Гюйо присоединился к нему, чтобы командовать при Ватерлоо дивизией, куда входили и конные гренадеры, и конные егеря. Дважды ранен в этом фатальном для бонапартистов сражении. При Второй Реставрации был уволен в отставку, но, после революции 1830 года, ненадолго привлекался на службу.
Имя генерала Гюйо выбито на западной стене парижской Триумфальной Арки.